# Tenedos convexus
Tenedos convexus là một loài nhện trong họ Zodariidae.
Loài này thuộc chi Tenedos. Tenedos convexus được Rudy Jocqué & Léon Baert miêu tả năm 2002.